# Semper-poszáta
A Semper-poszáta (Leucopeza semperi) a madarak osztályának verébalakúak (Passeriformes) rendjébe és az újvilági poszátafélék (Parulidae) családjába tartozó Leucopeza nem egyetlen faja. Rendkívül ritka, 1961 óta nem észlelték.
A magyar név forrással nincs megerősítve.

## Előfordulása
A Kis-Antillákhoz tartozó Saint Lucia területén honos. A természetes élőhelye szubtrópusi és trópusi síkvidéki és hegyi erdők.

## Megjelenése
Átlagos testhossza 14,5 centiméter. Tollazata felül sötétszürke, alul fehéres.

## Fenyegetések
Az éghajlatváltozás, az élőhelyeinek elvesztése és a jávai mongúz (Herpestes javanicus) 1884-es betelepítése okozhatja kihalását.